# Iflissen
Iflissen (en tifinagh: ⵉⴼⵍⵉⵙⵏ) est une commune algérienne de la wilaya de Tizi Ouzou. C'est aussi le nom historique de la population locale. Elle est rattachée administrativement à la Daïra de Tigzirt. Iflissen pluriel de Iflis = pirate.

## Géographie

### Situation
La commune d'Iflissen se situe au nord de la wilaya de Tizi Ouzou, sur le littoral méditerranéen. Elle est délimitée de la façon suivante :
|         | Mer Méditerranée |                   |
| Tigzirt | Iflissen         | Azeffoun, Aghribs |
|         | Timizart         |                   |

### Transports
La commune est traversée par la route nationale 24, qui longe le littoral d'Alger à Bejaia et par la route de wilaya 252 qui rejoint la N 71 à la limite de la commune.

#### Routes
La commune d'Iflissen est desservie par plusieurs routes nationales:
- Route nationale 24: RN24 (Route de Béjaïa).
- Route nationale 71: RN71 (Route de Aïn El Hammam).

### Villages de la commune
La commune d'Iflissen comprend 36 villages :
- Agouni Moussi Chef-lieu
- Adrar
- Aguemoun (Agoumeun
- Ait Si Ali
- Aït Youssef
- Aïfane
- Aït Yacine
- At Arbi
- Boukellal
- Boumaghis
- Faroun
- Icheboubène
- Idjaad
- Ifalkane
- Iguer N’Sar
- Ighil Boussouel (Iyil Buswel)
- Ighil Ighès (Iyil Iyes)
- Iguernsalem (Iger n’Salem)
- Ihadadène (Iheddaden)
- Iknache
- Imessounène (Imsunen)
- Issenadjène
- Issoukane (Iseqqwan)
- Laach Oufalkou (Laac ufalku)
- Ouannas
- Sahel
- Sidi Khaled (Sidi Xaled)
- Taguercift (Tagersift)
- Taksebt (Taqsebt)
- Takhamt Lalem (Taxxamt Laalam)
- Tala N'Chebiha (Tala N’Cviha)
- Taourirt Yarbache (Tawrirt n Iarbac)
- Taourirt Zouaou (Tawrirt Z’waw), village historique où ont été forgés les premiers flissas
- Tassenant
- Tigertala
- Timlilène (Timlilin)
- Tlatha
- Thisira
- Tizi Tamlelt
- Ichebouven

### Structure sociale traditionnelle
L'âarch des Iflissen (et non la commune en tant que telle) est composée de quatre groupes de villages :
- Le groupe de Tifra
- Le groupe des Ait Zrara (At zrara)
- Le groupe des Ait Himed (At h'imed)
- Le groupe des Ait Zouaou (At zwaw).

## Histoire
En 1816, la population d'Iflissen se révolte, contre la Régence d'Alger, autour du chef Mohamed Zamoun.

## Personnalités liées à la commune
Sont originaires d'Iflissen :
- Arezki Idjerouidene, homme d'affaires (du village d'Aifane)
- le chanteur Moumouh (Ait Youcef)